# IKUF
Industriens Kompetenceudviklingsfond (IKUF) er stiftet af CO-industri og DI ved overenskomstfornyelsen i 2007. Industriens Kompetenceudviklingsfond støtter medarbejdernes 2 ugers selvvalgte uddannelse rettet mod beskæftigelse på Industriens Overenskomst eller Industriens Funktionæroverenskomst.
Fonden støtter med op til 85% af den normale løn – dog ikke gene betalinger som aften- og nattillæg.